# 회암역
회암역(灰岩驛)은 함경북도 경흥군에 있는 회암선의 철도역이다.

## 역사
- 일자 불명 : 개통
- 1938년 9월 9일 : 학송역과 이 역 사이에서 여객 영업 개시
- 1942년 9월 10일 : 오봉역까지 연장 개통